# Tripoli nemzetközi repülőtér
A Tripoli nemzetközi repülőtér (arab nyelven: مطار طرابلس العالمي) (IATA: TIP, ICAO: HLLT) Líbia mára már bezárt egykori  nemzetközi repülőtere, amely Tripoli központjától 24 km-re található. 

## Futópályák
A repülőtér futópályái:
- 09/27 (3600 m, 45 m, aszfaltbeton)
- 18/36 (2235 m, 45 m, aszfaltbeton)

## Forgalom
Az utasforgalom az elmúlt években az alábbi módon változott: